# Самит Хил (Пенсилванија)
Самит Хил (енгл. Summit Hill) град је у америчкој савезној држави Пенсилванија.

## Демографија
По попису из 2010. године број становника је 3.034, што је 60 (2,0%) становника више него 2000. године.
| Група             | 2000.         | 2010.         |
| Белци             | 2.935 (98,7%) | 2.929 (96,5%) |
| Афроамериканци    | 2 (0,1%)      | 21 (0,7%)     |
| Азијати           | 5 (0,2%)      | 10 (0,3%)     |
| Хиспаноамериканци | 12 (0,4%)     | 54 (1,8%)     |
| Укупно            | 2.974         | 3.034         |